# いちどは行きたい女風呂
『いちどは行きたい女風呂』（いちどはいきたいおんなぶろ）は、1970年10月3日に日活が配給映したソフトエロスのコメディ映画、監督は江崎実生。当時流行した南雲修治の『女風呂の唄』にアイデアを得て製作された。

## キャスト
- 里見正夫：浜田光夫
- 花咲さよ子：夏純子
- 東雲次：沖雅也
- 新子：岡崎二朗
- 花咲順：前野霜一郎
- 綾小路君子：長谷川照子
- かね：新井麗子
- 東雲建一：南雲修治
- みどり：星野みどり
- みつこ：増田ひろ子
- 三島：深江章喜
- 藤村：小松方正
- 竜三：由利徹

## スタッフ
- 監督 : 江崎実生
- 脚本 : 山崎巌
- 企画 : 仲川哲朗
- 音楽 : 坂田晃一
- 撮影 : 姫田真佐久
- 美術 : 横尾嘉良
- 助監督 : 結城良煕
- 主題歌 : 「女風呂の唄」、南雲修治